# Bassania extremata
Bassania extremata là một loài bướm đêm trong họ Geometridae.